# John Newman (chanteur)
Pour les articles homonymes, voir Newman.
John Newman, né John William Peter Newman le 16 juin 1990 à Settle, est un auteur-compositeur-interprète, chanteur et musicien britannique. Il est principalement connu pour son interprétation de sa chanson Love Me Again, qui le propulse à la première place des classements britanniques en juillet 2013. Il est nommé pour trois Brit Awards, dans la catégorie de « meilleur artiste britannique solo » en 2014.

## Biographie
John Newman a grandi à Settle, dans le Yorkshire du Nord. Alors que John est âgé de six ans, son père quitte la famille et le laisse aux côtés de sa mère Jackie et son frère aîné James. Pendant son enfance, John Newman est inspiré par Motown et Stax qu'il connaîtra grâce à sa mère. Il est également inspiré par la musique northern soul. Il jouera de la guitare et commencera à écrire des chansons à 14 ans avant d'apprendre seul à produire et composer des chansons house et à se former seul également au DJing.
À 16 ans, John Newman emménage à Leeds et développe ses talents vocaux et sonores. À cette période, deux de ses amis décèdent. John Newman explique : « Les premières années durant lesquelles je me suis installé à Leeds, plutôt que d'aller à la bibliothèque pour apprendre la musique, j'ai étudié d'une manière totalement différente... » C'est également là-bas qu'il fait la rencontre d'autres personnes intéressées par Motown et Stax. À 20 ans, John Newman emménage à Londres, lance son groupe, joue en live, et signe avec Island Records. Employé au Silver Bullet Bar, il se lie d'amitié avec Piers Agget, du groupe Rudimental. Il publie le titre Cheating sur Internet, et joue sa version acoustique lors de soirées.

## Carrière

### Percée (2012)
En mai 2012, John Newman collabore au titre du groupe Rudimental, Feel the Love. Le morceau se hisse à la tête des ventes au Royaume-Uni début juin 2012. En novembre de la même année, il collabore de nouveau avec Rudimental à l'enregistrement de Not Giving In, qui atteindra la quatorzième place au palmarès britannique.

### Tributeet deuxième album (depuis 2013)
En mai 2013, parait le premier titre de John Newman Love Me Again, extrait de son premier album. Le titre atteint la première place dans 20 pays,. Le 14 octobre 2013, sortie de son album Tribute. Love Me Again est inclus dans la bande originale du jeu vidéo FIFA 14. Le 22 novembre 2013, il se produit sur scène à La Flèche d'Or de Paris, en France, et en quelques semaines le concert était complet. Il reviendra le 23 février 2014 au Trianon à Paris pour un nouveau show haut en couleur. En décembre 2013, Love Me Again entre dans le Top 40 des charts au Canada et aux États-Unis. Après le succès de Love Me Again, il continue de défendre son album Tribute avec la sortie du clip Cheating et Losing Sleep, ces deux titres n'ont pas percé en France. Ensuite le 13 février 2014, il décide de faire la promo de son titre Out of My Head.
John Newman est nommé trois fois aux Brit Awards organisé le mercredi 19 février 2014, l'un pour le meilleur single Love Me Again, le deuxième pour le meilleur solo masculin, et le troisième pour la meilleure vidéo de Love Me Again. D'ailleurs, pour ce troisième prix, c'était aux fans sur Twitter d'aller voter grâce à un hashtag spécial. Le 24 février 2014, il met en ligne sur son compte Facebook une vidéo sur un deuxième album est en préparation. Le 22 mars, John est en Espagne pour participer à la Noche de la Cadena 100 au Palais des Sports de Madrid. John est présent lors du Coachella Festival en avril 2014. Ses dates de passage étaient le dimanche 13 avril et le dimanche 20 avril 2014. John participe ensuite au Festival de Carcassonne en France, le 16 juillet 2014, et le 18 juillet en Finlande[pas clair]. Le 20 juillet 2014, John est en République tchèque pour le festival Color of Ostravia. Il sera aussi en Suisse pour le festival Chant du Gros le 4 septembre prochain[Quand ?]. En 2014, Love Me Again devient la chanson du générique de fin du film Edge of Tomorrow. La même année, il produit en duo avec le DJ Calvin Harris le single Blame qui apparaît également sur son second album Revolve.

## Discographie
| Titre   | Détails                                                                                                  |
| ------- | --- |
| Tribute | - Sortie : 14 octobre 2013 - Labels : Universal, Island Records - Formats : CD, Téléchargement numérique |
| Titre   | Détails                                                                                                  |
| Revolve | - Sortie : 16 octobre 2015 - Labels : Universal, Island Records - Formats : CD, Téléchargement numérique |